# Cloud Creek (Oklahoma)
Cloud Creek est une census-designated place du comté de Delaware, dans l'État d'Oklahoma, aux États-Unis,. En 2020, elle compte une population de 319 habitants.